# Rio Alambari
O rio Alambari é um rio brasileiro do estado de São Paulo, afluente do rio Turvo.

## Nascente
O rio Alambari nasce no municípios de Piratininga na localização geográfica, latitude 22º25'38" sul e longitude 49º11'59" oeste, a cerca de quatro quilômetros da rodovia estadual SP-225, segue um bom trecho paralelo a esta rodovia. 
Afluente do rio Turvo na localização geográfica, latitude 22º42'55" sul e longitude 49º35'37" oeste.

## Municípios
Atravessa os municípios de Piratininga, Cabrália Paulista, Duartina, Lucianópolis, Paulistânia, Ubirajara, Espírito Santo do Turvo e São Pedro do Turvo.

## Afluentes
- Margem direita:
  - Ribeirão das Antas

- Margem esquerda:
  - Não consta

## Extensão
Percorre neste trajeto uma distância de mais ou menos 126 quilômetros.

### Referência
- Mapa Rodoviário do Estado de São Paulo - (2004) - DER